# Apepi
|  | Per la mítica serp egípcia Apepis, vegeu Apep |

Apepi I fou un faraó de la dinastia XV esmentat per Manetó com Aphophis o Apofis. El seu nom de tron (nesut biti) fou Auserre (Gran i poderós com Ra).
Es considera que era un governant ben preparat i oposat a la guerra a la que es va veure empès, doncs durant el seu mandat els governants de Tebes esdevingueren més bel·licosos i van començar els primers enfrontaments. No era de la família de l'anterior faraó el que podria indicar un canvi d'orientació d'una política ofensiva a una defensiva. Aquest primer combat es recull a La disputa de Apofis y Sekenenre. En una carta al rei Tao II de Tebes (el nom de regne fou Sekhenenre)  li diu que no pot dormir pel soroll d'un hipopòtam a Tebes (a 800 km) el que lògicament tenia un significat diferent de la literalitat. L'hipopòtam era l'animal sagrat del déu Set, patró dels hicsos i per aquests era un sacrilegi que els tebans els molestessin.
Després d'això Tao li va fer la guerra i va morir en combat. els governants de Tebes van continuar els combats i, després de la retirada de Kamose, el seu germà i successor, Amosis va derrotar els hicsos definitivament.
Com que el seu nom apareix sota dues formes alguns erudits pensen que podria haver-hi dos Apepis (I i II) però és possible també que la forma del nom hagués canviat durant el regnat.
És esmentat a dos papirs amb unes llistes de reis fetes per sacerdots de Memfis, i a peces d'arquitectura que porten el nom de les seves germanes (Tani i Tsharydjet) i la seva filla (Harta o Harit).
Manetó diu que va regnar 36 anys, però els historiadors l'augmenten fins a uns 42 (vers 1600-1560 aC)